# Andreea Vasile
Andreea Vasile (n. 19 ianuarie 1981, Râmnicu Vâlcea, România) este o actriță română, cunoscută pentru rolurile din serialele Umbre (2014) și Iubire cu parfum de lavandă (2024).

## Biografie
A absolvit Institutul de Artă Teatrală și Cinematografică „I.L. Caragiale”, promoția 2008.
A participat la primul sezon al emisiunii concurs Big Brother, unde a ajuns în finală. După acest concurs a avut o emisiune la Atomic TV, numită „Ya baby”, despre viața de noapte din cluburile bucureștene.
La postul de televiziune OTV a prezentat o emisiune săptămânală alături de Doru Iuga, „Dimineața devreme”.
În timpul studenției, în anul al II-lea la UNATC la secția actorie, a jucat într-unul din episoadele serialului „La urgență”, rolul unei tinere de 23 de ani cu o tumoare la colon, fiind primul film în care a jucat.
La Teatrul „George Ciprian” din Buzău, găzduit de Teatrul Nottara, a jucat rolul lui Kathie din „Kathie și hipopotamul”, de Mario Vargas Llosa, și rolul lui Bobby în piesa „Portrete de femei”, de Neil LaBute.
La Gala Tânărului Actor "Hop" 2010, desfășurată la Mangalia, a interpretat un rol în comedia "Women in motion", de Donald Margulies, alături de Diana Cavallioti.

## Viața personală
A fost logodită cu actorul Mihai Bendeac.
S-a căsătorit cu regizorul Tudor Giurgiu în anul 2022.

## Filmografie

### Filme
| An   | Titlul                | Rol                  | Note |
| ---- | --------------------- | -------------------- | ---- |
| 2010 | Luna verde            | Irina                |      |
| 2013 | Sunt o babă comunistă | Asistenta de costume |      |
| 2015 | De ce eu?             | Dora                 |      |
| 2016 | Fixeur                | Carmen               |      |
| 2017 | Charleston            | Rodica               |      |
| 2018 | Apostolul Bologa      | Ilona                |      |
| 2020 | The World to Come     | Mother               |      |
| 2020 | The Doorman           | Ambassador           |      |
| 2022 | V lete ti poviem      | Ela                  |      |
| 2023 | Ramon                 | Sonia                |      |

### În televiziune
| An           | Titlul                      | Rol           | Canal    | note_de_subsol |
| ------------ | --------------------------- | ------------- | -------- | -------------- |
| 2006         | La urgență                  | Tânăra        | TVR1     | Un episod      |
| 2014-2015    | Umbre                       | Nico          | HBO      | 20 de episoade |
| 2015         | Deschide ochii              | Tânăra        | ProTV    | 6 episoade     |
| 2022         | Las Fierbinți               |               | ProTV    | 2 episoade     |
| 2023         | Spy/Master                  | Adela Godeanu | HBO      | 6 episoade     |
| 2024-prezent | Iubire cu parfum de lavandă | Amalia Păun   | Antena 1 |                |